# Asthall

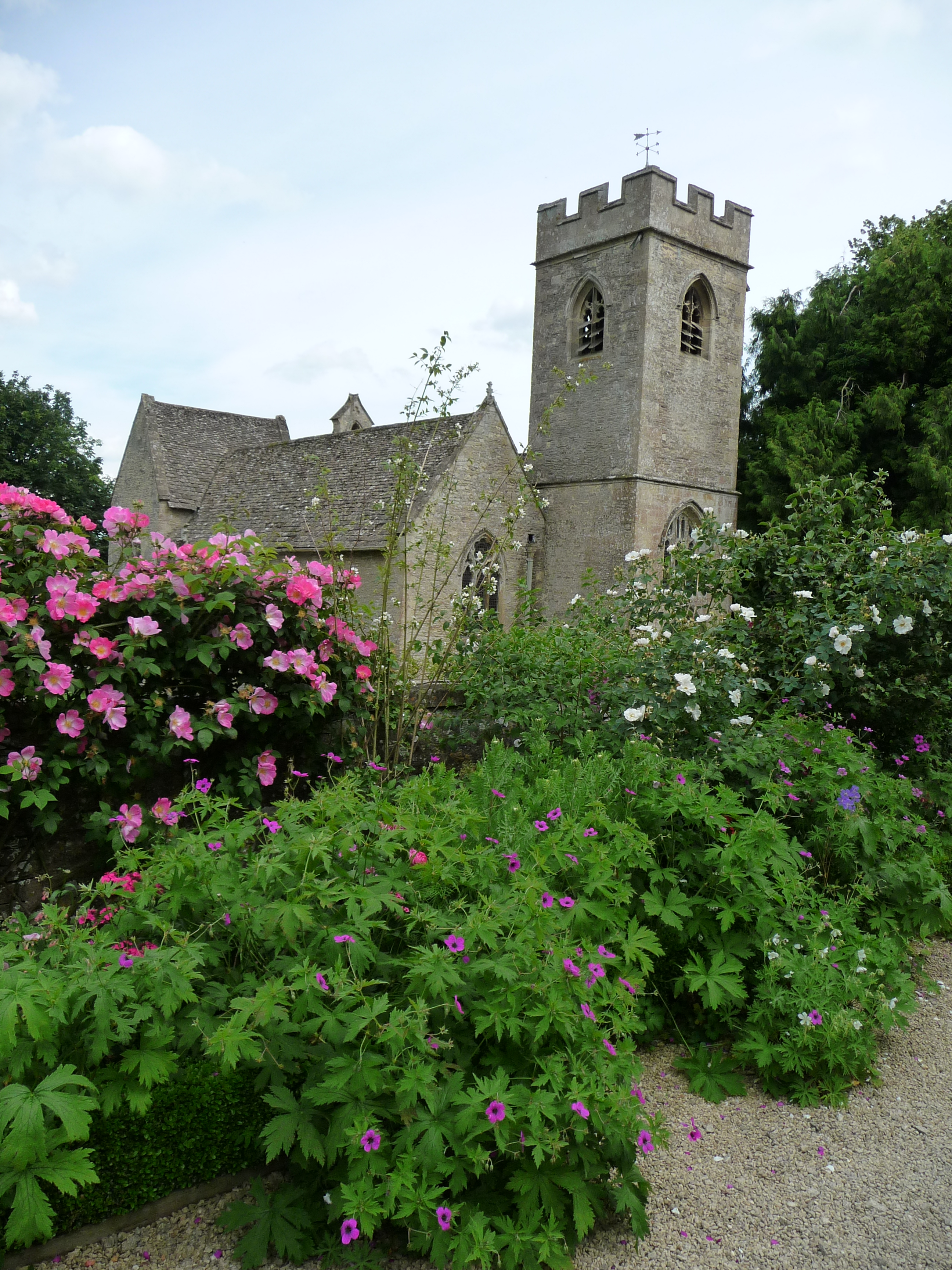
Anglicaanse parochiekerk van Asthall

Asthall is een civil parish in het bestuurlijke gebied West Oxfordshire, in het Engelse graafschap Oxfordshire met 252 inwoners.